# Marie Bonnevial
Marie Bonnevial (28 de juny de 1841, Rive-de-Gier, departament de Loira, regió d'Alvèrnia-Roine-Alps, França - 4 de desembre de 1918) va ser una mestra, sindicalista i feminista.

## Biografia
Malgrat la falta de recursos, Marie va aconseguir fer estudis com a professora laica a la ciutat de Lió durant l'època del Segon Imperi. Marie va mostrar els seus dots rebels i el seu inconformisme amb les injustícies socials. Quan va començar la guerra de 1870 va decidir treballar com a infermera i per l'any següent any es va unir al moviment de la Comuna de París. La raó per la qual va ingressar en aquell moviment va ser pel desig de formar el sindicat de les professores.
El 28 de maig de 1871 és condemnada a presó, fet que l'obliga a amagar-se a Turquia, país en el qual va trobar a moltes persones que havien emigrat per la mateixa raó que ella. Durant aquest període es va dedicar a l'ensenyament de l'idioma francès, idioma que ensenyava a les famílies burgeses turques. L'any 1877 torna a França i crea una famosa escola professional anomenada "districte 18".
Quan s'uneix a la Lliga dels Drets de les Dones és quan coneix a Maria Deraismes i a Clemence Royer. El 3 de novembre de 1894 és iniciada a la Lògia núm. 1, orde que l'any 1901 passarà a anomenar-se "orde maçònic mixt internacional" o també anomenat "el dret humà". A Lió crea una Lògia n 2, que actualment es diu "evolució i concòrdia". Anys després, ja el 1904, crea una quarta lògia que porta el seu nom. Va ser presidenta de la Comissió Permanent del Consell Suprem maçó el 1913, i va ser escollida com a Gran Mestre de la Lògia el 1914.
Les seves accions i activitats la destaquen dels altres. Va mantenir amistat amb Gabriel Persigoud de Bordeaux amb qui va impulsar el projecte de construir un sindicat per a les mestres.
El 1913 va ser nomenada presidenta del comitè permanent dels drets humans. L'any 1918 és atropellada per una ambulància militar, que la va deixar molt mal ferida i li va acabar morint poc temps després.